# Michał Karol Radziwiłł
Michał Karol Radziwiłł herbu Trąby (ur. po 1614 – zm. w sierpniu 1656 roku) – ordynat na Klecku, chorąży wielki litewski w 1644 roku, krajczy wielki litewski w 1645 roku, podczaszy wielki litewski w 1653 roku, starosta wołkowyski., starosta czarneński w latach 1646–1656.
Wnuk Albrechta, ojciec Stanisława Kazimierza.